# Каррера, Огюстен
Огюстен Эмиль Бенито Каррера (фр. Augustin Émile Bénito Carrera; 3 апреля 1878, Мадрид — 28 мая 1952, Париж) — французский художник испанского происхождения.
Учился академической живописи сперва в Марселе у Альфонса Мутта, затем в парижской Высшей школе изящных искусств у Леона Бонна, позднее занимался под руководством импрессиониста Анри Мартена. С 1904 г. выставлялся в Париже. В 1912 г. осуществил роспись «Легенда об Орфее» (фр. La Légende d'Orphée) на плафоне реконструируемой Марсельской оперы. В том же году получил стипендию для работы в Индокитае, где провёл восемь месяцев. В 1914—1916 гг. участвовал в военных действиях. В 1920-е гг. вновь работал в Индокитае, в 1928 г. участвовал в росписи королевского дворца в Камбодже. Кавалер (1920) и офицер (1928) Ордена Почётного легиона. Был удостоен золотой медали на Всемирной выставке 1937 года в Париже.